# Аносике, Ники
Нколика «Ники» Нонилум Аносике (англ. Nkolika "Nicky" Nonyelum Anosike; род. 27 февраля 1986 в Бруклине, Нью-Йорк, США) — американская профессиональная баскетболистка, выступала в женской национальной баскетбольной ассоциации. Была выбрана на драфте ВНБА 2008 года во втором раунде под общим шестнадцатым номером клубом «Миннесота Линкс». Играла на позиции центровой и тяжёлого форварда.

## Ранние годы
Нколика родилась 27 февраля 1986 года в Бруклине, самом густонаселённом боро Нью-Йорка, в семье Бенджамина и Нгози Аносике, у неё есть четыре брата, Икенна, Ифесаначи, Одера и Эджимофор, и три сестры, Ннеома, Ротанна и Анулика, училась она в соседнем боро в средней школе Сент-Питерс, в которой выступала за местную баскетбольную команду.